# La Nuit sacrée (film)
Pour le roman homonyme, voir La Nuit sacrée.
Pour plus de détails, voir Fiche technique et Distribution.
La Nuit sacrée est un film franco-marocain réalisé par Nicolas Klotz, sorti en 1993, adaptation du roman éponyme écrit par Tahar Ben Jelloun.

## Fiche technique
- Titre : La Nuit sacrée
- Réalisation : Nicolas Klotz
- Scénario : Élisabeth Perceval, d'après les romans L'Enfant de sable et La Nuit sacrée de Tahar Ben Jelloun
- Photographie : Carlo Varini
- Décors : Didier Naert
- Costumes : Abdelkrim Akallach, Emmanuel Peduzzi et Jacques Schmidt
- Son : Maurice Laumain, Jean-Pierre Ruh, Dominique Hennequin
- Musique : Goran Bregovic
- Montage : Jean-François Naudon
- Scripte : Suzanne Durrenberger
- Pays d'origine :  France -  Maroc
- Production : Canal+ - Flach Films - France 3 Cinéma - Les Films Ariane - Titane Production
- Durée : 110 minutes
- Date de sortie : France, 7 juillet 1993

## Distribution
- Amina Annabi : Ahmed-Zahra
- Miguel Bosé : le consul
- Maïté Nahyr : l'assise
- François Chattot : le père
- Carole Andronico : Ahmed enfant
- Jalila Baccar : la mère
- Farid Belkhaya : l'oncle
- Lennie Bluett : le pianiste
- Carmen Chaplin : Fatima
- Hammou Graïa : l'homme de l'hôtel
- Farida Rahouadj : la prostituée
- Natasha Solignac : la patronne Prairie
- Hasna Tamtaoui : Sonia
- Safia Ziani : Malika